# Johanis Hermanus Manuhutu

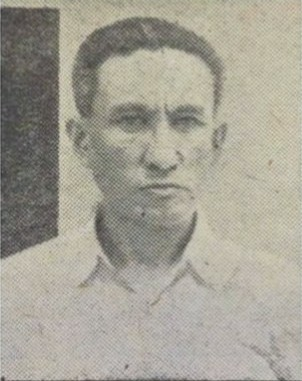
Johanis Hermanus Manuhutu

Johanis Hermanus Manuhutu (Haría (Saparua), 9 april 1908 – Haría (Separua), 22 augustus 1984) was een Zuid-Moluks ambtenaar in Nederlands-Indië en de eerste president van de Republiek der Zuid-Molukken.

## Biografie
Manuhutu doorliep de Mulo op Ambon en de Opleiding School Voor Inlandsche Ambtenaren (OSVIA) in Makassar. Vanaf 1929 was hij werkzaam bij de Inlandse Bestuursdienst op Ambon. Later werd hij overgeplaatst naar Java waar hij de Japanse bezetting tijdens de Tweede Wereldoorlog meemaakte.
Na die oorlog was hij onder andere hoofd van de Daerah (provincie) Zuid-Molukken van de (deel)staat Oost-Indonesië ten tijde van de Verenigde Staten van Indonesië. In reactie op de pogingen tot centralisatie door de regering in Jakarta, werd het initiatief genomen om de Daerah Zuid-Molukken uit de federatie te laten treden. Op 25 april 1950 werd op initiatief van Chris Soumokil en Johan Manusama de onafhankelijke Republiek der Zuid-Molukken (Republik Maluku Selatan) uitgeroepen middels een verklaring die ondertekend werd door Manuhutu en Albert Wairisal. Manuhutu werd aangesteld als president en Waisiral werd premier. Op 3 mei 1950 volgde Chris Soumokil hem op als president.
Begin 1952 werd Manuhutu door het Indonesische leger gevangengenomen bij een operatie op Ceram en door de krijgsraad werd hij in juni 1955 tot vijf jaar gevangenisstraf veroordeeld. Hij verklaarde dat hij de proclamatie destijds onder zware pressie van militairen had uitgevaardigd. In augustus van dat jaar kreeg hij gratie en werd hij dus effectief na drieënhalf jaar gevangenschap vrijgelaten. Later ging hij met zijn vrouw en broer wonen in de buurt van Djakarta waar hij werkzaam was bij een scheepvaartmaatschappij. Hij verzoende zich met de Indonesische autoriteiten en in 1970 was hij mogelijk betrokken bij de gesprekken over de eventuele terugkeer van Ambonezen vanuit Nederland.
Manuhutu was getrouwd en kreeg zeven kinderen.